# SM UB-16
SM UB-16 – niemiecki jednokadłubowy okręt podwodny typu UB I zbudowany w stoczni AG Weser w Bremie w latach 1914–1915. Zwodowany 26 kwietnia 1915 roku, wszedł do służby w Kaiserliche Marine 12 maja 1915 roku. Okręt przeprowadził 87 patroli, w czasie których zatopił 24 statki o łącznej pojemności 18 721 BRT oraz niszczyciel brytyjski HMS „Recruit”. Zatonął 10 maja 1918 roku po storpedowaniu przez okręt podwodny HMS E34.

## Budowa
Okręt SM UB-16 należał do typu UB I. Był małym, jednokadłubowym okrętem o prostej konstrukcji, przeznaczonym do działań przybrzeżnych. Miał długość 28,1 metra, wyporność w zanurzeniu 142 tony oraz zasięg 1650 Mm przy prędkości 5 węzłów na powierzchni i 45 Mm przy prędkości 4 węzłów w zanurzeniu.
Wymogiem przy projektowaniu całej serii była możliwość transportu koleją, dzięki temu część okrętów przetransportowano nad Adriatyk, gdzie operowały z baz austriackich, a część do Antwerpii. Okręt charakteryzowały się słabą manewrowością oraz niewielką prędkością maksymalną 6,5 węzła na powierzchni i 5,5 w zanurzeniu. Jego maksymalne zanurzenie wynosiło około 50 metrów. W 1918 okręt (wraz z siostrzanymi jednostkami UB-10, UB-12 i UB-17) przebudowano na stawiacz min. W wyniku modernizacji jego długość zwiększyła się z pierwotnych 28,1 metra do 32 metrów, wyporność wzrosła do 161 ton, a wyrzutnie torpedowe zastąpiono czterema wyrzutniami min o pojemności 8 min.

## Służba
UB-16 rozpoczął służbę we Flotylli Flandria (U-boote des Marinekorps U-Flotille Flandern) 1 czerwca 1915 roku. Pierwszym dowódcą okrętu mianowano 12 maja 1915 roku Hansa Valentinera, który odniósł pierwsze zwycięstwa na opisywanej jednostce. 3 czerwca 1915 roku, podczas pierwszego patrolu po Morzu Północnym około 45 mil na południowy wschód od Lowestoft, UB-16 zatrzymał i zatopił poprzez podłożenie ładunków wybuchowych trzy brytyjskie łodzie rybackie: „Boy Horace", „Economy” oraz „E & C".
Pod dowództwem Valentinera UB-16 zatopił jeszcze piętnaście statków, głównie niewielkich jednostek rybackich. Największymi z zatopionych okrętów były parowce „Tunisiana”, „Leuctra” i „Mangara”. 12 czerwca UB-16 storpedował i zatopił brytyjski parowiec „Leuctra” o pojemności 18 721 BRT. 23 czerwca UB-16 zaatakował i uszkodził brytyjski statek handlowy SS „Tunisiana” o pojemności 18 721 BRT, płynący z Montrealu do Hull z ładunkiem zboża. Atak nastąpił w pobliżu Lowestoft. Kapitanowi „Tunisiany” udało się osadzić statek na mieliźnie i uratować załogę oraz ładunek, sam statek został jednak utracony.
5 kwietnia miejsce kapitana Valentinera, którego po sześciotygodniowym urlopie przeniesiono na UC-37, zajął nowy dowódca: dwudziestosiedmioletni Paul Hundius. W czasie pierwszych dwóch tygodni służby Hundiusa UB-16 zatopił dwa brytyjskie parowce. 10 kwietnia „Robert Adamson” o wyporności 3091 BRT został zatopiony w odległości trzech mil morskich od latarniowca Shipwash podczas podróży z Dundee do Hawru. Drugim statkiem był wyprodukowany w 1903 roku parowiec „Tregantle”, zatopiony w czasie podróży z Galveston w Teksasie do Hull z ładunkiem zboża. 22 kwietnia w okolicach Lowestoft statek został zaatakowany i zatopiony, nikt z załogi nie zginął.
W końcu kwietnia 1916 roku nowy dowódca Hochseeflotte, admirał Reinhard Scheer, odwołał ofensywę niemieckich okrętów przeciw cywilnym statkom wroga. Przez następne dziesięć miesięcy UB-16 nie zatopił żadnej jednostki nieprzyjaciela.
30 sierpnia 1916 roku trzecim dowódcą UB-16 został Oberleutnant zur See Ernst Müller-Schwarz 20 stycznia 1917 roku Müller-Schwarza zastąpił Hans Ewald Niemer Żadnemu z nich nie udało się w czasie dowodzenia UB-16 nawiązać kontaktu bojowego z jednostkami przeciwnika. 18 kwietnia 1917 roku na pięć tygodni dowódcą został mianowany wcześniejszy dowódca UC-1 Oberleutnant zur See Hugo Thielmann 20 kwietnia 1917 roku szesnaście mil od Egmond u wybrzeży Holandii Hugo Thielmann zatrzymał i zatopił holenderski rybacki statek motorowy „Arie” o wyporności 107 BRT.
23 kwietnia 1917 roku kolejnym dowódcą okrętu mianowano Wilhelma Rheina. 13 marca UB-16 pod dowództwem Rheina storpedował i uszkodził szesnaście mil na zachód od Ijmuiden norweski parowiec „Kongsli” (o pojemności 5826 BRT). „Kongsli” został zatopiony 18 sierpnia przez inny okręt – UB-48. 9 sierpnia 1917 roku trzy mile od latarniowca North Hinder UB-16 storpedował i zatopił zbudowany w 1916 roku brytyjski niszczyciel typu R, HMS „Recruit”. Razem z okrętem zginęło 53 członków załogi. 26 sierpnia Rheina, przeniesionego na stanowisko dowódcy UB-30, zastąpił Oberleutnant zur See Günther Bachmann. 25 grudnia Günthera Bachmanna zastąpił Alfred Krameyer, który roku bez sukcesów dowodził UB-16 do 19 grudnia 1918 roku. Po przejściu Krameyera na stanowisko dowódcy UC-79, na którym wraz z całą załogą poległ 8 lutego 1918 roku po wejściu okrętu na minę w okolicach przylądka Gris Nez (Pas-de-Calais), dowództwo nad UB-16 na dwa miesiące objął Rudolf Stier 13 marca dowodzony przez Stiera UB-16 zatopił „Lisette”, brytyjski parowiec z 1899 roku o pojemności 895 BRT. Statek płynął z Goole do Honfleuru z ładunkiem węgla. Został zaatakowany i zatopiony osiem mil na północ-północny wschód od latarniowca Shipwash. Tego samego dnia w okolicach South Cross Sand Buoy koło Yarmouth UB-16 zatrzymał i zatopił niewielki kuter rybacki „Ruth”.

## Zatopienie
Ostatnim dowódcą okrętu mianowano Oberleutnanta zur See Vicca von der Lühego. Dowodzenie UB-16 rozpoczął 22 kwietnia 1918 roku. 6 maja UB-16 wypłynął z Zeebrugge na kolejny, 87. patrol. Okręt skierowano na akwen Morza Północnego w okolicach Harwich. 10 maja w godzinach wieczornych brytyjski okręt podwodny HMS E34 zauważył wynurzony okręt niemiecki. Po wykonaniu manewru i ustawieniu się w pozycji HMS E34 wystrzelił dwie torpedy. Jedna z nich eksplodowała pod kioskiem. W wyniku wybuchu UB-16 zatonął w ciągu kilku minut. Jedynym ocalałym członkiem załogi był kapitan Vicco von der Lühe, który w czasie eksplozji najprawdopodobniej znajdował się w kiosku. Von der Lühego pojmano i osadzono w obozie jenieckim na terenie Wielkiej Brytanii; zmarł 1 marca 1919 roku jako jeniec wojenny w Reighley. W trakcie służby UB-16 zatopił 24 statki o łącznej pojemności 18 721 BRT, uszkodził jedną jednostkę o pojemności (5822 BRT) oraz zatopił jeden niszczyciel.